# Тли
Тли (лат. Aphidoidea) — надсемейство насекомых из отряда полужесткокрылых (Hemiptera). Ранее рассматривались в отряде равнокрылых (Homoptera). Известно около 5000 видов тлей, из которых почти тысяча обитает в Европе. Все тли питаются растительными соками, многие являются опасными вредителями культурных растений. Помимо этого, многие виды способны распространять вирусы растений и вызывать у растений такие аномалии, как галлы и галлоподобные образования.

## Общая характеристика
Тли — маленькие насекомые, величина которых не превышает нескольких мм. Лишь отдельные виды достигают длины от 5 до 7 мм. Будучи фитофагами, тли оснащены специальным хоботком, способным прокалывать поверхность побегов или листьев. Все виды содержат бескрылые и крылатые жизненные формы. Первые обеспечивают массовое размножение посредством партеногенеза, а вторые способствуют распространению и перемене растения-хозяина.
Длина хоботка варьирует у разных таксонов тлей, иногда достигая относительно огромных размеров.
Очевидные различия в структуре лабиума между различными видами тлей связаны с их особенностями питания. У представителей рода Stomaphis (Stomaphis quercus (L.) и S. graffii  Cholodkovsky), длина тела которых около 5 мм, имеется хоботок (более 10 мм), который в 2-3 раза превышает размеры тела насекомого. Это рекордный показатель среди всех полужесткокрылых, включая тлей, клопов и цикад. В целом длина хоботка (стилета) очень разнообразна среди различных тлей. Например, у Macrosiphum albifrons Essig, длина стилетов (максиллярных и мандибулярных) значительно длиннее (1000 µm), чем таковые у Therioaphis maculata  (Buckton) (330 µm) и у Myzus persicae  (Sulzer), у которых она равна 502 µm для крылатых и 492 µm для бескрылых морф, при этом у Stomaphis, они самые длинные (около 11 мм (11,000 µm)). Задокументированные длины стилетов тлей варьируют от 0,12 мм (120 µm) у Rhopalosiphum maidis (Fitch) (Aphididae), атакующих лиственный мезофильный слой (Bing et al. 1991) до 1,5-1,9 мм (1500-1900 µm) у различных видов рода Adelges (Adelgidae), консумирующих кортикальную паренхиму и максимум до 12,5 мм (12,500 µm) у тлей Longistigma caryae  Harris (Aphididae), питающихся из стеблевой флоэмы. Это указывает на то, что виды, сосущие питательные вещества из стволовой флоэмы, имеют самые длинные стилеты.

## Питание
Тли питаются растительными соками, богатыми углеводами и нуждаются прежде всего в содержащихся там аминокислотах. При этом они обычно выделяют большие количества сладкого раствора, так называемую падь. Зачастую она привлекает различные другие виды насекомых (например, рабочие особи черного садового муравья защищают тлю от хищников, питаются медвяной падью, переносят в свои муравейники яйца тли на время зимовки, и таким образом обеспечивает устойчивую и многочисленную популяцию этих вредных насекомых) и позвоночных.

### Тли и фотосинтез
В 2010 году появились первые исследования, в которых сообщалось, что некоторые тли способны самостоятельно синтезировать каротиноиды собственного производства. Ранее считалось, что источниками каротиноидов являются только бактерии, грибы, водоросли, высшие растения. Гороховая тля (Acyrthosiphon pisum) оказалась единственным известным животным, синтезирующим каротиноиды (3′,4′-дегидро-β,γ-каротин). Ген, ответственный за производство каротиноидов, достался тле путём горизонтального переноса генов от грибка, живущего на тех же растениях. В 2012 году на примере гороховой тли Acyrthosiphon pisum было доказано, что уровень содержания аденозинтрифосфата (универсального источника энергии для биохимических процессов в живых системах) увеличивался после того, как её выносили на свет. Несмотря на осторожное предположение, что в организме тли идет своего рода процесс фотосинтеза, работа была подвергнута критике другими специалистами.

## Жизненный цикл
Развитие тлей начинается весной с появления личинки, вылупившейся из яйца, отложенного на основном растении-хозяине осенью. У некоторых видов тлей, например, у филлоксеры виноградной в определённых экологических условиях имеются зимующие личинки. Личинка питается соками молодых побегов растения-хозяина определённого вида и после линьки начинает партеногенетическое размножение, производящее только бескрылых самок. В результате такого размножения за время около месяца от одной самки может появиться три поколения общим числом порядка сотен тысяч особей. После одревеснения побегов начинают рождаться крылатые самки, которые мигрируют на промежуточное травянистое растение также определённого вида. В течение лета там в результате партеногенеза появляется ещё более десяти поколений бескрылых или крылатых самок. Осенью начинают рождаться крылатые самцы, которые перелетают на прежнее растение-хозяин, где самки откладывают зимующие яйца. Скорость обоеполого размножения ниже партеногенеза — порядка десятков тысяч в третьем поколении, но оно помогает преодолевать неблагоприятные условия среды.

## Размножение и воздушная миграция
Тли откладывают яйца, некоторым видам присуще живорождение. Большинство видов тлей размножаются на протяжении нескольких поколений с помощью партеногенеза. Определённое поколение появляется на свет крылатым и разнополым. У видов, которые меняют хозяев, это происходит перед заселением нового растения или при слишком быстром росте колонии и связанным с этим перенаселением. Крылатые особи способны преодолевать большие расстояния и создавать новые колонии на новых местах. Согласно новым исследованиям, рождение крылатых тлей может быть вызвано и особыми ароматными веществами, которые выделяются тлями, когда они подвергаются нападению со стороны врагов, например божьих коровок. Эти предупредительные вещества вызывают в колонии большое беспокойство и повышенное движение. При этом создаётся эффект перенаселения, что вызывает быстрое производство крылатого потомства.

## Систематика тлей
Тли составляют очень разнообразный таксон и включают в себя около 10 семейств (или в статусе подсемейств в составе единого мегасемейства Aphididae). Существует три взгляда на общую их классификацию: одно единое надсемейство, два надсемейства (когда филлоксеры и хермесы выделяют в надсемейство Phylloxeroidea) или три отдельных (Adelgoidea, Phylloxeroidea, Aphidoidea).
| Aphidomorpha | \| \| Aphidoidea \| \| \| \| \| \| Adelgoidea \| \| \| \| \| \| Phylloxeroidea \| \| \| \| |
|              | \| \| Aphidoidea \| \| \| \| \| \| Adelgoidea \| \| \| \| \| \| Phylloxeroidea \| \| \| \| |
|              | Aphidoidea                                                                                 |
|              |                                                                                            |
|              | Adelgoidea                                                                                 |
|              |                                                                                            |
|              | Phylloxeroidea                                                                             |
|              |                                                                                            |

|  | Aphidoidea     |
|  |                |
|  | Adelgoidea     |
|  |                |
|  | Phylloxeroidea |
|  |                |

| Aphidoidea | \| \| Aphididae \| \| \| \| \| \| Adelgidae \| \| \| \| \| \| Phylloxeridae \| \| \| \| |
|            | \| \| Aphididae \| \| \| \| \| \| Adelgidae \| \| \| \| \| \| Phylloxeridae \| \| \| \| |
|            | Aphididae                                                                               |
|            |                                                                                         |
|            | Adelgidae                                                                               |
|            |                                                                                         |
|            | Phylloxeridae                                                                           |
|            |                                                                                         |

|  | Aphididae     |
|  |               |
|  | Adelgidae     |
|  |               |
|  | Phylloxeridae |
|  |               |

| Aphidoidea | \| \| Aphididae \| \| \| \| \| \| Adelgidae \| \| \| \| \| \| Phylloxeridae \| \| \| \| |
|            | \| \| Aphididae \| \| \| \| \| \| Adelgidae \| \| \| \| \| \| Phylloxeridae \| \| \| \| |
|            | Aphididae                                                                               |
|            |                                                                                         |
|            | Adelgidae                                                                               |
|            |                                                                                         |
|            | Phylloxeridae                                                                           |
|            |                                                                                         |

|  | Aphididae     |
|  |               |
|  | Adelgidae     |
|  |               |
|  | Phylloxeridae |
|  |               |

|                | Aphidoidea                                                  |
|                |                                                             |
| Phylloxeroidea | \| \| Phylloxeridae \| \| \| \| \| \| Adelgidae \| \| \| \| |
|                | \| \| Phylloxeridae \| \| \| \| \| \| Adelgidae \| \| \| \| |
|                | Phylloxeridae                                               |
|                |                                                             |
|                | Adelgidae                                                   |
|                |                                                             |

|  | Phylloxeridae |
|  |               |
|  | Adelgidae     |
|  |               |

|                | Aphidoidea                                                  |
|                |                                                             |
| Phylloxeroidea | \| \| Phylloxeridae \| \| \| \| \| \| Adelgidae \| \| \| \| |
|                | \| \| Phylloxeridae \| \| \| \| \| \| Adelgidae \| \| \| \| |
|                | Phylloxeridae                                               |
|                |                                                             |
|                | Adelgidae                                                   |
|                |                                                             |

|  | Phylloxeridae |
|  |               |
|  | Adelgidae     |
|  |               |

### Классификация 2009
Ранее придерживались более дробной классификации тлей (Шапошников, 1964; Пащенко, 1988), одна из них обобщена и рассматривается ниже по Heie & Wegierek (2009):
- Надсемейство Adelgoidea (Хермесы)[17]
- Надсемейство Phylloxeroidea[18]
  -  ?Adelgidae, Phylloxeridae, † Elektraphididae
- Надсемейство Aphidoidea
  - Семейство Eriosomatidae
    - Eriosomatinae
    - Pemphiginae (или Pemphigidae) + Prociphilinae
    - Fordinae

  - Семейство Hormaphididae
    - Cerataphidinae
    - Hormaphidinae
    - Nipponaphidinae

  - Семейство Phloeomyzidae
  - Семейство Thelaxidae
  - Семейство Anoeciidae
  - Семейство Aiceonidae
  - Семейство Tamaliidae
  - Семейство Drepanosiphidae
    - Mindarinae
    - Drepanosiphinae
    - Neophyllaphidinae
    - Spicaphidinae
    - Lizeriinae
    - Pterastheniinae
    - Israelaphidinae
    - Taiwanaphidinae
    - Phyllaphidinae
    - Calaphidinae
    - Saltusaphidinae
      - Macropodaphidini

    - Chaitophorinae
      - Chaitophorini
      - Siphini

  - Семейство Greenideidae
    - Greenideinae
    - Cervaphidinae
    - Schoutedeniinae

  - Семейство Aphididae
    - Aphidinae
      - Rhopalosiphini
      - Aphidini

    - Macrosiphinae

  - Семейство Lachnidae
    - Lachninae (включая Tramini)
    - Eulachninae

### Современная классификация
Высшая классификация и филогения группы остаётся до конца неясной (Żyła et al., 2017).
Ниже представлена классификация, где семейство настоящих тлей принимается в широком объёме Aphididae sensu lato, а надсемейство Aphidoidea включает Adelgidae и Phylloxeridae:
- Надсемейство Aphidoidea
  - Семейство Adelgidae[17]
  - Семейство Phylloxeridae[18]
  - Семейство Aphididae Latreille, 1802 (Настоящие тли)
    - Eriosomatinae
      - Eriosomatini
      - Pemphiginini
      - Fordinini

    - Hormaphidinae
      - Cerataphidini
      - Hormaphidini
      - Nipponaphidini

    - Phloeomyzinae
    - Thelaxinae
    - Anoeciinae
    - Aiceoninae
    - Tamaliinae
    - Mindarinae (или Mindaridae)
    - Drepanosiphinae
    - Neophyllaphidinae
    - Spicaphidinae
    - Lizeriinae
    - Pterastheniinae
    - Israelaphidinae
    - Taiwanaphidinae
    - Phyllaphidinae
    - Calaphidinae
    - Saltusaphidinae
    - Macropodaphidini
    - Chaitophorinae
      - Chaitophorini
      - Siphini

    - Greenideinae
      - Greenideini
      - Cervaphidini
      - Schoutedeniini

    - Aphidinae
      - Aphidini
        - Rhopalosiphina
        - Aphidina

      - Macrosiphini (включая Pterocommatinae)

    - Lachninae
      - Lachnini
      - Eulachnini
      - Tramini
- Ископаемые группы: † Creaphididae — † Dracaphididae — † Elektraphididae — † Naibiidae — † Rasnitsynaphididae — † Shaposhnikoviidae — † Sinojuraphididae — † Szelegiewicziidae — † Tajmyraphididae — † Triassoaphididae — † Vosegidae

## Особенности
Характерен симбиоз с муравьями. Некоторые муравьи защищают («пасут») тлю (мирмекофилия) и получают от неё взамен падь — выделения, содержащие сахар.

## Естественные враги тлей
Насекомые, питающиеся тлями, — это божьи коровки, златоглазки, журчалки и другие.

## Палеонтология
Древнейшие тли были найдены в отложениях среднего триаса Франции.